# Ротенко, Александр Петрович
Александр Петрович Ротенко (2 ноября 1956 в пос. Янгибазар, Ташкентской области) — советский футболист, бывший нападающий «Крыльев Советов», футбольный тренер.

## Карьера
В 1977 году выступал за дубль куйбышевских «Крыльев Советов». С 1978 по 1984 годы играл нападающим в команде «Крылья Советов». Провел 161 игру, забил 33 мяча. Завершил карьеру игрока в 1984 году, в возрасте 28 лет.
6 февраля 1978 года забил свой первой гол за «Крылья Советов» в товарищеском матче против болгарского «Берое» (5:0). В 1982 году в официальных матчах забил 12 мячей и 3 мяча в товарищеских играх против болгарских «Розова долина» (2:0, 2 мяча) и «Берое» (1:2). Всего в международных матчах забил 8 мячей.
28 февраля 1978 года дебютировал за «Крылья Советов» в официальном матче на кубок СССР против команды «Янгиер» — сыграв полный матч.
В 1984 году некоторое время работал тренером команды «Волга».
С 1985 по 2000 работал тренером в школе высшего спортивного мастерства № 1. Был старшим тренером команды «Крылья Советов-3» (1982—1983 год рождения) и главным тренером сборной ПриВо по футболу. В 2001—2002 годах — главный тренер молодёжного состава «Крыльев», с 2003 года тренер дубля «Крыльев Советов».

## Достижения
Первая лига СССР
- Победитель: 1978

Вторая лига СССР
- Победитель: 1984
- Серебряный призёр: 1983

Чемпионат РСФСР
- Победитель: 1983

## Клубная статистика
| Выступление      | Выступление      | Выступление      | Лига | Лига | Кубок | Кубок | РСФСР | РСФСР | Дубль | Дубль | Итого | Итого |
| Клуб             | Лига             | Сезон            | Игры | Голы | Игры  | Голы  | Игры  | Голы  | Игры  | Голы  | Игры  | Голы  |
| ---------------- | ---------------- | ---------------- | ---- | ---- | ----- | ----- | ----- | ----- | ----- | ----- | ----- | ----- |
| Крылья Советов   | высшая           | 1977             | —    | —    | —     | —     | —     | —     | 1     | 1     | 1     | 1     |
| Крылья Советов   | первая           | 1978             | 5    | 0    | 2     | 0     | —     | —     | —     | —     | 7     | 0     |
| Крылья Советов   | высшая           | 1979             | 15   | 0    | 4     | 0     | —     | —     | 1     | 1     | 20    | 1     |
| Крылья Советов   | первая           | 1980             | 44   | 4    | 5     | 0     | —     | —     | —     | —     | 49    | 4     |
| Крылья Советов   | вторая           | 1981             | 23   | 7    | —     | —     | 1     | 0     | —     | —     | 24    | 7     |
| Крылья Советов   | вторая           | 1982             | 31   | 12   | —     | —     | —     | —     | —     | —     | 31    | 12    |
| Крылья Советов   | вторая           | 1983             | 32   | 6    | —     | —     | 1     | 0     | —     | —     | 33    | 6     |
| Крылья Советов   | вторая           | 1984             | 11   | 4    | 1     | 0     | —     | —     | —     | —     | 12    | 4     |
| Крылья Советов   | Итого            | Итого            | 161  | 33   | 12    | 0     | 2     | 0     | 2     | 2     | 177   | 35    |
| Всего за карьеру | Всего за карьеру | Всего за карьеру | 161  | 33   | 12    | 0     | 2     | 0     | 2     | 2     | 177   | 35    |

## Семья
- внук Вячеслав Урюпин — игрок академии «Крылья Советов»[6]